# Longitarsus hoberlandti
Longitarsus hoberlandti es un coleóptero de la familia Chrysomelidae. Fue descrita científicamente en 1990 por Lopatin.